# Al Karamah FC
Al Karamah FC (en árabe: الكرامة) es un club del fútbol sirio. Fue fundado en 1926 en la ciudad de Homs y es uno de los más antiguos de Asia. El club ha ganado 8 títulos de liga y 8 Copas de Siria. Fue el primer equipo en ganar la liga y la copa en un mismo año.

## Palmarés

### Torneos nacionales
- Liga de Siria (8): 1974-75, 1982-83, 1983-84, 1995-96, 2005-06, 2006-07, 2007-08, 2008-09.[2][3]
- Copa de Siria (8): 1982-83, 1986-87, 1994-95, 1995-96, 2006-07, 2007-08, 2009-10.[3]

### Torneos internacionales
- Subcampeón de la Liga de Campeones de la AFC en 2006.[2]

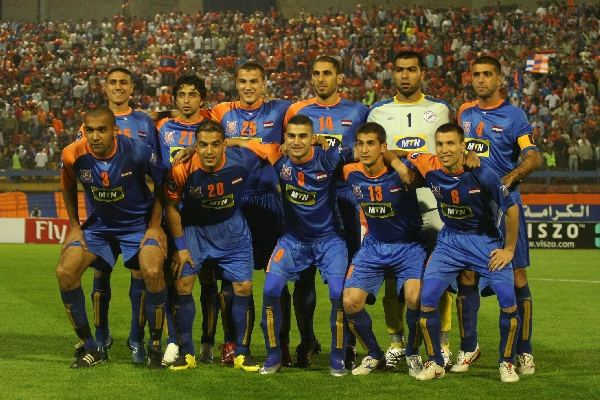
Al-Karamah en 2008